# Michel Admette
Michel Admette est un chanteur français d'origine réunionnaise, né le 3 août 1937 à L'Étang-Salé, (La Réunion) surnommé et autoproclamé « le prince du séga ».

## Biographie
Il commence sa carrière avec le Trio Fantasio puis connaît le succès en 1964 avec La Route en corniche, un titre qui fait écho à l'ouverture de la Route du Littoral. Publié par la société Soredisc, le 45 tours se vendra à 40 000 exemplaires et deviendra un standard de la chanson réunionnaise.
Sa notoriété dépassera le département d'outre-mer : les chansons de Michel Admette seront connues à Maurice, Madagascar, aux Seychelles et en métropole. En 1981, il enregistre un autre succès, le titre Met encor la passé, un pot-pourri de chansons créoles de son répertoire et d'autres (Luc Donat avec L'Amour lé doux ou encore le quadrille Antonia interprété par Loulou Pitou et Benoîte Boulard – « Antonia » étant remplacée par « Oté chinois ! »).
Fort de cette notoriété, il part en 1986 à Paris pour une série de contrats dans un dancing réunionnais et ne tarde pas à faire venir son épouse et ses enfants. Mais la vie est difficile et Michel Admette s'en sort grâce à son statut d'employé communal à Guyancourt, acquis via Agence de l'outre-mer pour la mobilité.
Le 17 janvier 1990, il perd son fils, Jean-Paul, happé par le train Paris-Nantes à la gare de Trappes, alors qu'il tentait de traverser la voie. C'est dans ce même accident que le futur comédien et humoriste Jamel Debbouze perd l'usage de son bras droit. Michel et Marlène Admette portent plainte contre Jamel Debbouze, l'accusant d'avoir poussé leur fils sous le train, ce dernier bénéficiera d'un non-lieu.
En 2002, après seize années passées en banlieue parisienne, Michel Admette et sa compagne retournent vivre sur l'île à Saint-Benoît. Son exil en métropole, marqué par la mort tragique de son fils Jean-Paul, sera l'objet d'une pièce de théâtre intitulée Séga tremblade par le Théâtre Vollard sous la direction d'Emmanuel Genvrin. Chanteur populaire au sens noble du terme, disciple revendiqué du dernier chanteur de rue Henri Madoré (il lui témoigne son attachement dans la chanson Bonjour Cousin : « Henri Madoré séga-piqué »), Michel Admette a imposé son style propre de séga, simple et efficace et très humoristique.
En 2006, Michel Admette crée la surprise en enregistrant un album entier de maloya, accompagné de la « Troupe Lélé », un groupe de voix et percussions composé des enfants de Julien Philéas, le célèbre Granmoun Lélé. Ce disque ne contient pas d'instruments harmoniques.
En 2009, il devient Citoyen d'honneur de la ville de La Possession. Michel Admette, à plus de 85 ans, continue de donner des concerts, particulièrement pendant les festivités de la Fête Kaf le 20 décembre 2024 et plus récemment, dans un cadre plus intime, pour rendre hommage à Fred Espel. En avril 2025, il a donné son premier concert dans le cirque de Mafate.

## Hommages
En 2011, le musicien électronique Jako Maron, alias DJ Thiburce, reprend la chanson Sitarane l'arrivée pour rendre hommage au chanteur.

### Ouvrage
- Marie Jocher et Alain Kéramoal, Jamel Debbouze, la vérité (dont une petite partie est consacrée à Jean-Paul Admette), Le Seuil, 5 mars 2008.